# Martin Müller
Martin Müller (født 5. april 1974) er en tysk tidligere professionel cykelrytter, som cyklede for det professionelle cykelhold Milram.